# Крістіано Піччині
Крістіано Піччині (італ. Cristiano Piccini, нар. 22 вересня 1992, Флоренція) — італійський футболіст, правий захисник клубу «Атлетіко Сан-Луїс».

## Клубна кар'єра
Крістіано Піччині — вихованець клубу «Фіорентина». 5 грудня 2010 року в матчі проти «Кальярі» він дебютував в  Серії A. Влітку 2011 року для отримання ігрової практики Крістіано на правах оренди перейшов до «Каррарезе». У матчі проти «Латини» він дебютував в  Серії C1. 4 квітня 2012 року в поєдинку проти «Віртус Ланчано» Піччині забив свій перший гол за «Каррарезе».
Влітку того ж року Пиччини був відданий в оренду в «Спецію». 22 вересня в матчі проти «Сассуоло» він дебютував в  Серії B.
Влітку 2013 року Крістіано на правах оренди приєднався до «Ліворно». 25 серпня в матчі проти «Роми» він дебютував за нову команду. Через рік Піччині відправився в оренду в іспанська «Реал Бетіс». 7 вересня в матчі проти «Понферрадінb» він дебютував в Сегунді. За підсумками сезону Крістіано допоміг команді вийти в еліту. Після закінчення терміну оренди керівництво клубу викупило трансфер гравця. Сума трансферу склала €1,300,000. 23 серпня 2015 року в матчі проти «Вільярреала» він дебютував у Ла Лізі. 8 січня 2017 року у поєдинку проти «Леганеса» Крістіано забив свій перший гол за «Бетіс».
Влітку того ж року Піччині перейшов до лісабонського «Спортінга». Сума трансферу склала €3,000,000. 6 серпня в матчі проти «Авеша» він дебютував в Прімейра-Лізі.
Влітку 2018 року Піччині перейшов до «Валенсії», підписавши контракт на чотири роки. Сума трансферу склала €8,000,000. 20 серпня в матчі проти мадридського «Атлетіко» він дебютував за нову команду.
9 вересня 2020 року був орендований «Аталантою» і повернувся на батьківщину.

## Виступи за збірні
2011 року дебютував у складі юнацької збірної Італії (U-19), загалом на юнацькому рівні взяв участь у 12 іграх, відзначившись одним забитим голом.
2013 року провів одну гру в складі молодіжної збірної Італії.
2018 року дебютував в офіційних матчах у складі національної збірної Італії.

## Статистика виступів

### Статистика клубних виступів
Станом на 9 вересня 2020
| Сезон                  | Команда                | Чемпіонат              | Чемпіонат | Чемпіонат | Національний кубок | Національний кубок | Національний кубок | Континентальні кубки | Континентальні кубки | Континентальні кубки | Інші змагання | Інші змагання | Інші змагання | Усього | Усього |
| Сезон                  | Команда                | Ліга                   | Ігор      | Голів     | Ліга               | Ігор               | Голів              | Ліга                 | Ігор                 | Голів                | Ліга          | Ігор          | Голів         | Ігор   | Голів  |
| ---------------------- | ---------------------- | ---------------------- | --------- | --------- | ------------------ | ------------------ | ------------------ | -------------------- | -------------------- | -------------------- | ------------- | ------------- | ------------- | ------ | ------ |
| 2010–11                | «Фіорентина»           | A                      | 1         | 0         | КІ                 | 0                  | 0                  | -                    | -                    | -                    | -             | -             | -             | 1      | 0      |
| 2011–12                | «Каррарезе»            | 1Д                     | 32        | 1         | КІ+КІ-ЛП           | 0                  | 0                  | -                    | -                    | -                    | -             | -             | -             | 32     | 1      |
| 2012–13                | «Спеція»               | B                      | 30        | 0         | КІ                 | 0                  | 0                  | -                    | -                    | -                    | -             | -             | -             | 30     | 0      |
| 2013–14                | «Ліворно»              | A                      | 20        | 0         | КІ                 | 1                  | 0                  | -                    | -                    | -                    | -             | -             | -             | 21     | 0      |
| 2014–15                | «Реал Бетіс»           | СД                     | 12        | 0         | КІ                 | 3                  | 0                  | -                    | -                    | -                    | -             | -             | -             | 15     | 0      |
| 2015–16                | «Реал Бетіс»           | ПД                     | 16        | 0         | КІ                 | 2                  | 0                  | -                    | -                    | -                    | -             | -             | -             | 18     | 0      |
| 2016–17                | «Реал Бетіс»           | ПД                     | 23        | 2         | КІ                 | 2                  | 1                  | -                    | -                    | -                    | -             | -             | -             | 25     | 3      |
| Усього за «Реал Бетіс» | Усього за «Реал Бетіс» | Усього за «Реал Бетіс» | 51        | 2         |                    | 7                  | 1                  |                      | -                    | -                    |               | -             | -             | 58     | 3      |
| 2017–18                | «Спортінг»             | ПЛ                     | 24        | 0         | КП+КЛ              | 2+4                | 0                  | ЛЧ+ЛЄ                | 7+3                  | 0                    | -             | -             | -             | 40     | 0      |
| 2018–19                | «Валенсія»             | ПД                     | 23        | 1         | КІ                 | 7                  | 0                  | ЛЧ+ЛЄ                | 3+5                  | 0                    | -             | -             | -             | 38     | 1      |
| 2019–20                | «Валенсія»             | ПД                     | 2         | 0         | КІ                 | 0                  | 0                  | ЛЧ                   | 0                    | 0                    | -             | -             | -             | 2      | 0      |
| Усього за «Валенсію»   | Усього за «Валенсію»   | Усього за «Валенсію»   | 25        | 1         |                    | 7                  | 0                  |                      | 8                    | 0                    |               |               |               | 40     | 1      |
| Усього за кар'єру      | Усього за кар'єру      | Усього за кар'єру      | 183       | 4         |                    | 21                 | 1                  |                      | 18                   | 0                    |               | -             | -             | 222    | 5      |

### Статистика виступів за збірну
Станом на 9 вересня 2020
| Дата       | Місто | Господарі | Результат | Гості     | Турнір                               | Голи | Примітки |
| ---------- | ----- | --------- | --------- | --------- | ------------------------------------ | ---- | -------- |
| 10-10-2018 | Генуя | Італія    | 1 – 1     | Україна   | товариський матч                     | -    | 84'      |
| 14-10-2018 | Хожув | Польща    | 0 – 1     | Італія    | Ліга націй УЄФА 2018-2019 - 1-й етап | -    | 83'      |
| 23-3-2019  | Удіне | Італія    | 2 – 0     | Фінляндія | Відбір до ЧЄ 2020                    | -    | 82'      |
| Усього     |       | Матчів    | 3         |           | Голів                                | 0    |          |

| Дата     | Місто  | Господарі  | Результат | Гості  | Турнір           | Голи | Примітки |
| -------- | ------ | ---------- | --------- | ------ | ---------------- | ---- | -------- |
| 5-3-2014 | Сенець | Словаччина | 1 – 4     | Італія | Товариський матч | -    |          |
| Усього   |        | Матчів     | 1         |        | Голів            | 0    |          |

## Титули і досягнення
«Спортінг»
- Кубок португальської ліги
  - Володар (1): 2017–18

 «Валенсія»
- Кубок Іспанії
  - Володар (1): 2018–19

 «Црвена Звезда»
- Чемпіонат Сербії
  - Чемпіон (1): 2021–22
- Кубок Сербії
  - Володар (1): 2021–22